# Wygoda (powiat łódzki wschodni)
Wygoda – wieś jednorzędowa w Polsce położona w województwie łódzkim, w powiecie łódzkim wschodnim, w gminie Brójce.
W latach 1975–1998 miejscowość należała administracyjnie do ówczesnego województwa łódzkiego.